# Омализумаб
Омализумаб — гуманизированное моноклональное антитело против IgE. Разработано на основе человеческого IgG1 с каппа-легкой цепью, связывание IgE обеспечивается участками мышиного антитела. Используется при лечении бронхиальной астмы.

## Фармакологическое действие
На наличие IgE, связанных с аллергенами, реагируют высокоаффинные FceRI-рецепторы, расположенные на поверхности тучных клеток и базофилов, вследствие чего происходит дегрануляция вышеуказанных клеток и высвобождение гистамина, лейкотриенов, цитокинов и других медиаторов, которые играют непосредственную роль в развитии отёка дыхательных путей, сокращении гладкой мускулатуры бронхов и нарушении клеточной активности. Препарат связывается с IgE, блокирует его взаимодействие с высокоаффинными FceRI-рецепторами, что предотвращает дальнейшее развитие патологического состояния. Применение у больных бронхиальной астмой даёт заметное уменьшение FceRI-рецепторов на поверхности базофилов. In vitro в базофилах наблюдается выраженное снижение (до 90 %) выброса гистамина. Свободный IgE в 96 % переходит в связанный. Общая концентрация IgE (связанного и свободного) повышается, так как образуется комплекс омализумаб-IgE, который выводится медленнее, чем свободный IgE. На 16 неделе лечения концентрация общего IgE в 5 раз выше, чем до лечения. После отмены, увеличение общего IgE и уменьшение свободного IgE были обратимыми. Содержание общего IgE оставалось повышенным в течение 1 года. Достоверно уменьшает частоту обострений и снижает потребность в ингаляционных ГКС.

## Фармакокинетика
При подкожном введении всасывается медленно. Биодоступность — 62 %. ТСmax — 7-8 дней. Объём распределения — 46-110 мл/кг. В дозах более 0.5 мг/кг фармакокинетика имеет линейный характер. AUC от 0 до 14 сут в 6 раз выше, чем после введения однократной дозы. In vitro или in vivo не наблюдается образования преципитирующих комплексов (омализумаб + IgE), молекулярный вес которых превышает 1 млн. Da. Не кумулирует. Печеночная элиминация IgG включает деградацию в РЭС печени и эндотелиальных клетках печени. Клиренс 1.3-3.5 мл/кг/сут (включает собственно клиренс IgG и клиренс путём специфического связывания и образования комплексов с лигандом-мишенью, свободным IgE сыворотки крови). Увеличение массы тела пропорционально вызывает повышение клиренса. Т1/2 у больных бронхиальной астмой — 26 дней. Интактный IgG выводится с желчью.

## Показания
- Персистирующая атопическая бронхиальная астма средней и тяжёлой степени, которая недостаточно контролируется применением ингаляционных ГКС.
- хроническая крапивница у пациентов с 18 лет[1]
- полипозный риносинусит у пациентов с 12 лет
- Пищевая аллергия

## Противопоказания
Гиперчувствительность, острый бронхоспазм, астматический статус, детский возраст (до 12 лет). С осторожностью. Почечная, печеночная недостаточность, аутоиммунные заболевания, риск развития гельминтозов (особенно на территориях эндемичных по гельминтозам). Беременность, период лактации. В связи с наличием в составе препарата сахарозы (дополнительно): сахарный диабет, синдром нарушения всасывания глюкозы-галактозы, непереносимость фруктозы, дефицит сахарозы-изомальтозы.

## Режим дозирования
Препарат вводят только п/к (в/м и в/в вводить нельзя) в область дельтовидной мышцы или переднелатеральную область бедра по 150—375 мг 1 раз в 2-4 нед. Доза зависит от исходной концентрации IgE (МЕ/мл) и массы тела пациента (кг).

## Побочные эффекты
Частота: часто (более 1/100 и менее 1/10); нечасто (более 1/1000 и менее 1/100); редко (менее 1/1000).
Аллергические реакции: нечасто — крапивница, зуд, фотосенсибилизация; редко — анафилактические реакции, ангионевротический отёк.
Со стороны нервной системы: часто — головная боль; нечасто — головокружение, сонливость, парестезии, обморок.
Со стороны ССС: нечасто — ортостатическая гипотензия, «приливы».
Со стороны дыхательной системы: нечасто — фарингит, кашель, аллергический бронхоспазм; редко — отёк гортани.
Со стороны пищеварительной системы: нечасто — тошнота, диарея, диспепсия.
Прочие: часто — боль, отёк, эритема, зуд в месте введения; нечасто — развитие злокачественных новообразований (связь с приёмом препарата не установлена), увеличение массы тела, ощущение усталости, отёк верхних конечностей, гриппоподобный синдром; редко — гельминтные инфекции, образование антител к омализумабу.
Постмаркетинговый опыт: анафилаксия, анафилактоидные реакции, алопеция, идиопатическая тромбоцитопения (тяжёлая), аллергический гранулёматозный ангиит (Чарга-Стросса); артралгия, миалгия, припухлость суставов.

## Особые указания
Препарат не предназначен для лечения острых приступов бронхиальной астмы, острого бронхоспазма или астматического статуса. После начала лечения препаратом не рекомендуется резко отменять системные или ингаляционные ГКС; дозу ГКС снижают постепенно под наблюдением врача. В 150 мг омализумаба содержится 108 мг сахарозы. В период лечения необходимо воздержаться от управления транспортными средствами и занятий потенциально опасными видами деятельности, требующими повышенной концентрации внимания и быстроты психомоторных реакций.

## Взаимодействие
Не смешивать с другими ЛС (за исключением воды для инъекций).